# گولوبان
گولوبان (به صربی: Goluban) یک روستا در صربستان است که در سینیتسا واقع شده‌است. گولوبان ۴۲ نفر جمعیت دارد.